# إنفانتي لويس، كونت تشينشون
إنفانتي لويس، كونت تشينشون (بالإسبانية: Luis de Borbón y Farnesio) (و. 1727 – 1785 م) هو قسيس إسباني، ولد في مدريد، توفي في أريناس دي سان بيدرو، عن عمر يناهز 58 عاماً.

## مناصب
تولى منصب Roman Catholic Archbishop of Seville ‏ (19 سبتمبر 1741–18 ديسمبر 1754)
- مطران طليطلة  [لغات أخرى]‏ (10 نوفمبر 1735–18 ديسمبر 1754)
- كاردينال.

## معرض صور

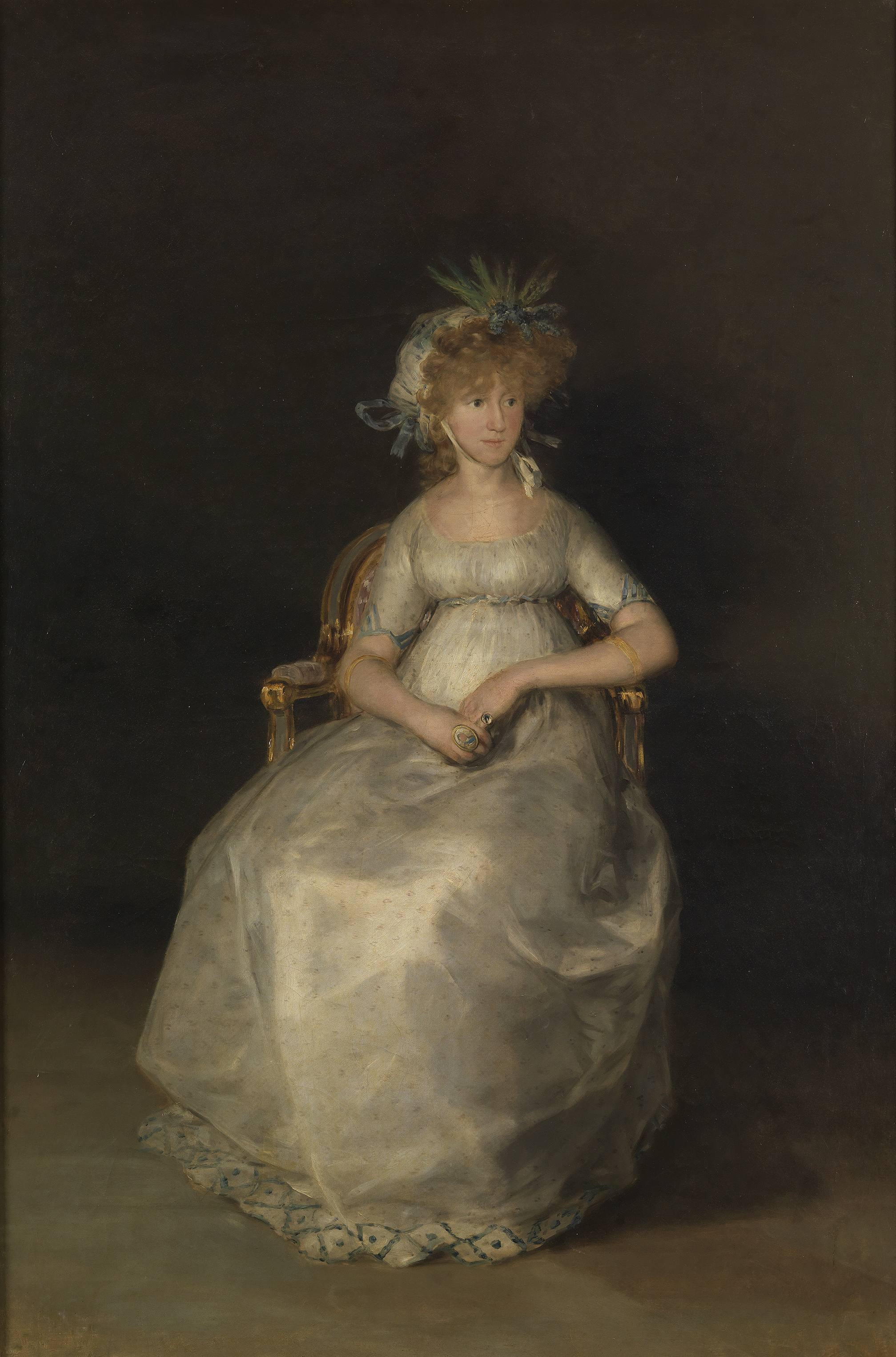
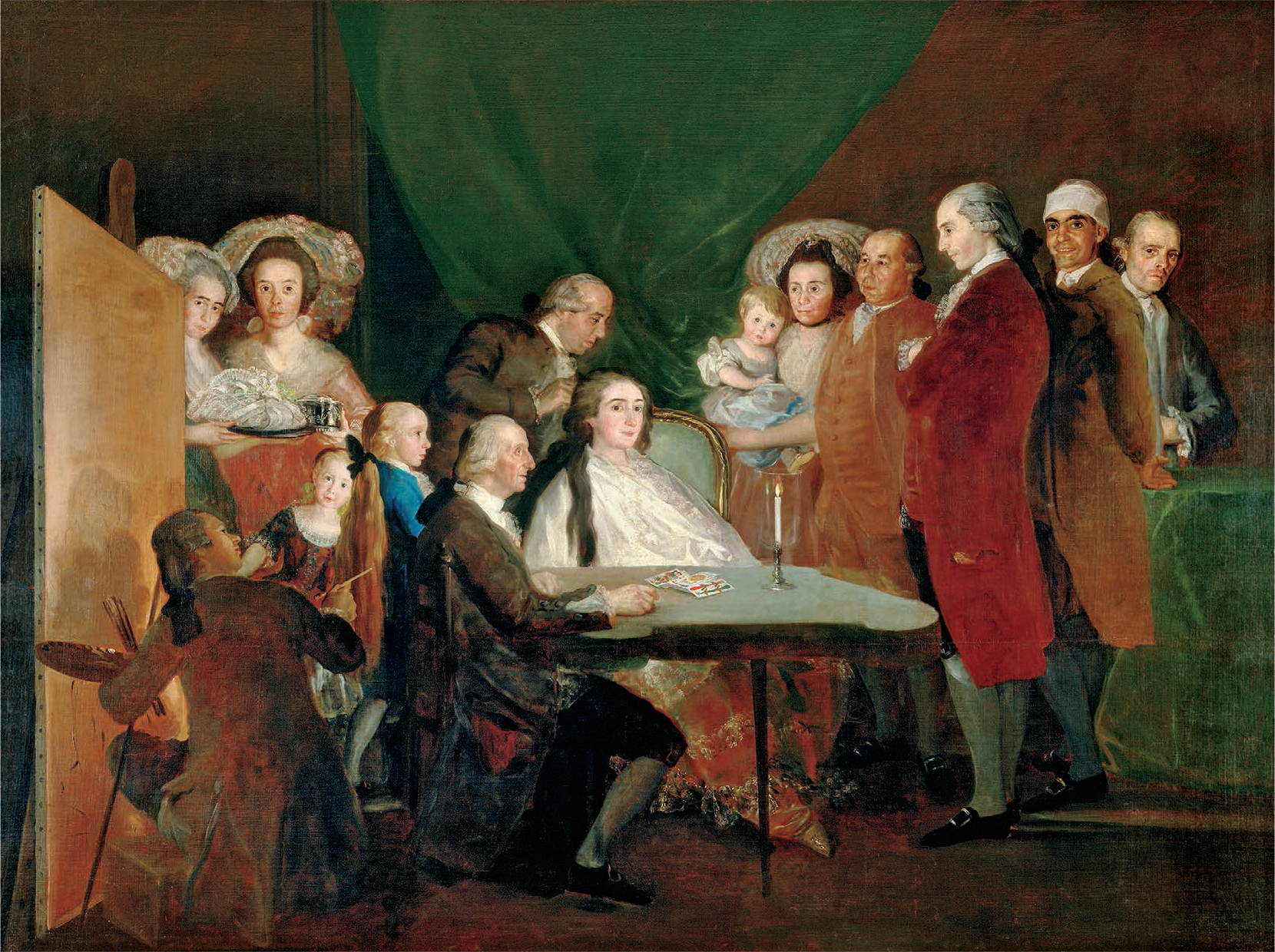

## جوائز
حصل على جوائز منها:
- Knight of the Order of the Holy Spirit  [لغات أخرى]‏
- فارس ترتيب سانت ميشيل
- وسام فارس رهبانية الصوفة الذهبية.